# Emma Jane
Emma Jane (* 1. August 1991 in München; bürgerlich Maja Jötten) ist eine deutsche Schauspielerin.

## Leben
Sie ist im Frankenland bei Nürnberg aufgewachsen und absolvierte von 2010 bis 2012 eine Schauspielausbildung an der München Film Akademie. Daran schloss sich ein Studium an der Universität Passau an, das sie 2016 mit dem Bachelor of Arts abschloss.

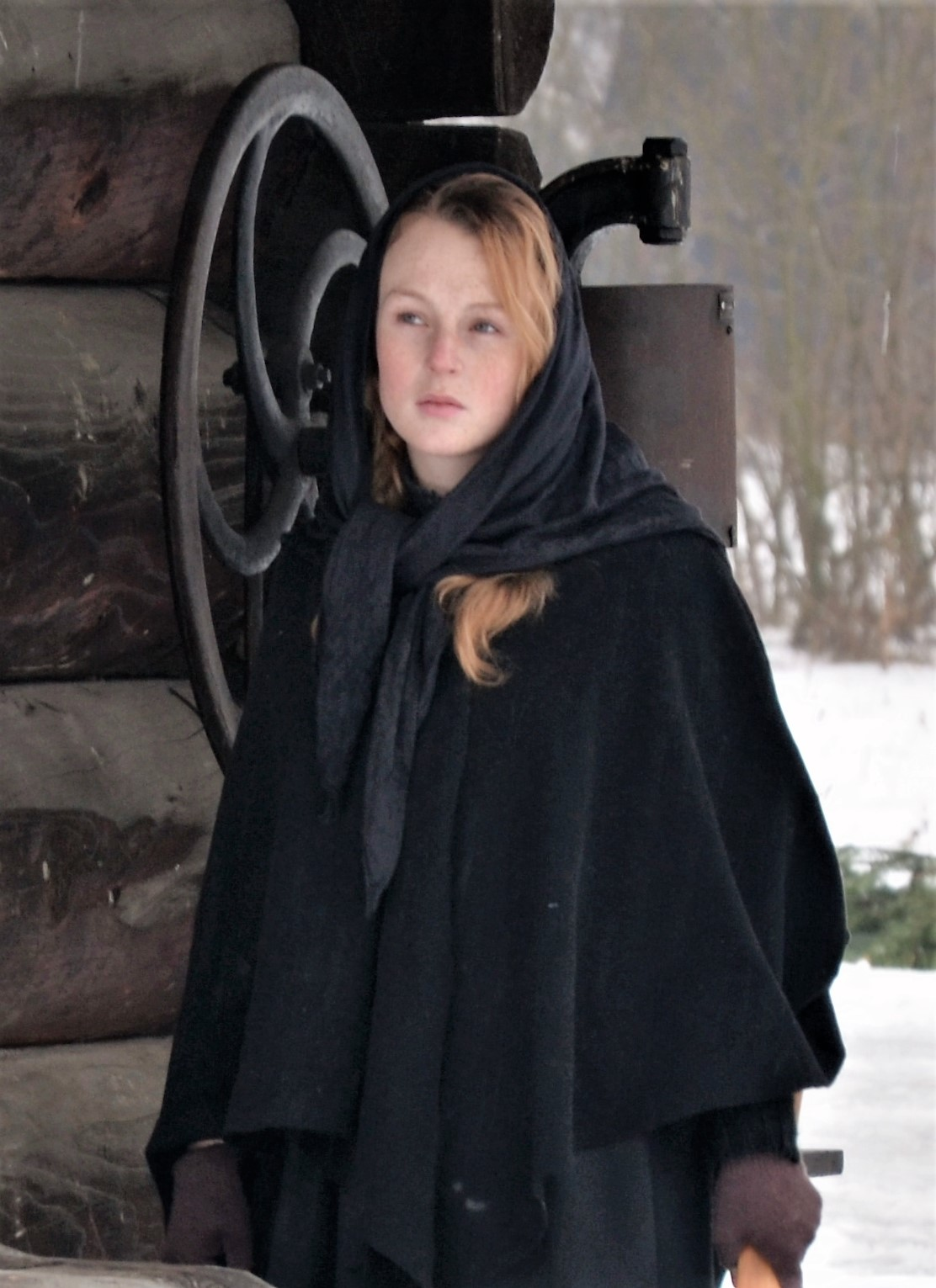
Emma Jane als Hilde Reiter am Filmset von Höre die Stille in den Waldkarpaten, 2013

Während des Studiums übernahm sie, noch unter ihrem bürgerlichen Namen Maja Jötten, ihre erste Kino-Hauptrolle in Höre die Stille, der ursprünglich als Abschlussfilm an der Filmakademie geplant war, dann jedoch eine Produktionsfirma fand und zum Kinofilm wurde. In ihm spielt sie die Hilde Reiter, eine von zehn russlanddeutschen Dorfbewohnerinnen in der Ukraine 1941, die mit versprengten Wehrmachtssoldaten konfrontiert sind.
Emma Jane lebt in München.

## Filmografie (Auswahl)

### Kino
- 2011: Free Identity
- 2013: Höre die Stille (Hauptrolle)
- 2014: Zurück ins Licht (Volver a la luz)

### Fernsehen
- 2015: SOKO München: Falling Down
- 2016: Am Abend aller Tage, Regie: Dominik Graf
- 2017: Tatort: Der rote Schatten, Regie: Dominik Graf
- 2019: Polizeiruf 110: Die Lüge, die wir Zukunft nennen, Regie Dominik Graf
- 2021: Polizeiruf 110: Bis Mitternacht, Regie Dominik Graf